# Biblioteca Montagu Christie Butler
La Biblioteca Montagu Christie Butler è una biblioteca contenente unicamente opere in lingua esperanto. Per l'entità del patrimonio librario che ospita, è una delle principali biblioteche di esperanto oggi esistenti, e certamente la principale del Regno Unito. Si stima che ospiti circa 12 500 testi in lingua esperanto; il processo di catalogazione delle opere è ancora incompleto, e il catalogo dettagliato comprende in tutto 4 433 voci bibliografiche.
La biblioteca deve il suo nome alla figura di Montagu Christie Butler, esperantista britannico, autore di una serie di opere fra cui Step by Step in Esperanto e un dizionario bilingue esperanto-inglese.
La collezione libraria è ospitata in un'apposita sezione della sede centrale della Esperanto-Asocio de Britio, all'interno del Wedgwood Memorial College di Barlaston, nei pressi di Stoke-on-Trent, nello Staffordshire.